# Lleis de Kepler
1. Les òrbites són el·lipses, amb els punts focals F1 i F₂ pel primer planeta i F1 i F₃ pel segon. El Sol es troba al focus F1.
2. Els dos sectors ombrejats A1 i A₂ tenen la mateixa àrea, i el temps que tarda el planeta 1 per cobrir el segment A1 és igual al temps per cobrir el segment A₂.
3. Els temps d'òrbita totals pels planetes 1 i 2 segueixen la proporció {\textstyle \left({\frac {a_{1}}{a_{2}}}\right)^{\frac {3}{2}}}.

Il·lustració de les tres lleis de Kepler amb dues òrbites planetàries.

En astronomia, les lleis de Kepler són tres lleis científiques que descriuen el moviment dels planetes al voltant del Sol.
1. L'òrbita d'un planeta és una el·lipse amb el Sol situat en un dels seus dos focus.
2. Un segment rectilini que uneix el planeta i el Sol escombra àrees iguals en intervals de temps iguals.[1]
3. El quadrat del període orbital d'un planeta és proporcional al cub del semieix major de la seva òrbita.

Aquestes lleis s'apliquen a qualsevol cos orbitant al voltant d'un altre (per exemple la Lluna o els satèl·lits artificials i la Terra), sempre que negligim la influència de tercers cossos. La major part d'òrbites planetàries són gairebé circulars, i es necessiten càlculs i observació per determinar que no són perfectament circulars. Els càlculs de l'òrbita de Mart, valors publicats dels quals subjecte de debat, indicaven que es tractava d'una òrbita el·líptica. A partir d'aquí, Johannes Kepler va deduir que els altres cossos del sistema solar, incloent-hi aquells més llunyans al Sol, també tenen òrbites el·líptiques.
L'obra de Kepler, publicada entre el 1609 i el 1619, va millorar la teoria heliocèntrica de Nicolau Copèrnic explicant com variaven les velocitats dels planetes, i fent servir òrbites el·líptiques i no circulars amb epicicles. El 1687, Isaac Newton va demostrar que les relacions establertes per Kepler s'aplicaven al sistema solar a conseqüència de les seves lleis del moviment i de la gravitació universal.

## Comparació amb Copèrnic
Les lleis de Johannes Kepler van millorar el model de Copèrnic. Segons Copèrnic:
1. L'òrbita planetària és un cercle amb epicicles.
2. El Sol es troba aproximadament al centre de l'òrbita.
3. La velocitat del planeta a l'òrbita principal és constant.

Tot i tenir raó en dir que els planetes giraven al voltant del Sol, Copèrnic va ser incorrecte en definir les seves òrbites. Va ser Kepler qui va definir correctament l'òrbita dels planetes de la següent manera:
1. L'òrbita planetària no és un cercle amb epicicles, sinó una el·lipse.
2. El Sol no es troba al centre sinó en un punt focal de l'òrbita el·líptica.
3. Ni la velocitat lineal ni la velocitat angular del planeta a l'òrbita són constants, però la velocitat de l'àrea (estretament vinculada històricament amb el concepte de moment angular) és constant.

L'excentricitat de l'òrbita de la Terra fa que el temps des de l'equinocci de març fins a l'equinocci de setembre, al voltant de 186 dies, sigui desigual al temps des de l'equinocci de setembre a l'equinocci de març, uns 179 dies. Un diàmetre tallaria l'òrbita en parts iguals, però el pla que travessa el Sol paral·lel a l'equador de la Terra talla l'òrbita en dues parts amb àrees en una proporció de 186 a 179, de manera que l'excentricitat de l'òrbita del La Terra és aproximadament
{\displaystyle e\approx {\frac {\pi }{4}}{\frac {186-179}{186+179}}\approx 0.015,}
que s'aproxima al valor correcte (0,016710218). La precisió d'aquest càlcul requereix que les dues dates escollides estiguin al llarg de l'eix menor de l'òrbita el·líptica i que els punts mitjans de cada meitat estiguin al llarg de l'eix major. Com que les dues dates escollides aquí són equinoccis, això serà correcte quan el periheli, la data en què la Terra està més propera al Sol, cau en un solstici. El periheli actual, prop del 4 de gener, està força a prop del solstici del 21 o 22 de desembre.

## Formulari
El model matemàtic de la cinemàtica d'un planeta subjecte a les lleis permet fer un gran ventall de càlculs.

### Primera llei de Kepler
| « | L'òrbita de cada planeta és una el·lipse amb el Sol a un dels seus dos focus. | » |

La primera llei de Kepler situa el Sol al focus d'una òrbita el·líptica

Sistema de coordenades heliocèntric (r, θ) per una el·lipse. També s'hi mostren el semieix major a, el semieix menor b i el semilatus rectum p; el centre de l'el·lipse i els seus dos focus marcats per punts. Per θ = 0°, r = rmin i per θ = 180°, r = rmax.

Matemàticament, es pot representar amb la fórmula:
{\displaystyle r={\frac {p}{1+\varepsilon \,\cos \theta }},}
on {\displaystyle p} és el semilatus rectum, ε és l'excentricitat de l'el·lipse, r és la distància des del Sol fins al planeta, i θ és l'angle a la posició actual del planeta des de la seva aproximació més propera, vist des del Sol. Així, (r, θ) és un sistema de coordenades polars.
Per una el·lipse 0 < ε < 1; al cas límit ε = 0, l'òrbita és un cercle amb el Sol al centre, ja que l'excentricitat és nul·la.
A θ = 0°, periheli, la distància és mínima
{\displaystyle r_{\min }={\frac {p}{1+\varepsilon }}}
A θ = 90° i a θ = 270° la distància és igual a {\displaystyle p}.
A θ = 180°, afeli, la distància és màxima (per definició, l'afeli és – invariablement – el periheli més 180°)
{\displaystyle r_{\max }={\frac {p}{1-\varepsilon }}}
El semieix major a és la mitjana aritmètica entre rmin i rmax:
{\displaystyle {\begin{aligned}r_{\max }-a&=a-r_{\min }\\[3pt]a&={\frac {p}{1-\varepsilon ^{2}}}\end{aligned}}}
El semieix menor b és la mitjana geomètrica entre rmin i rmax:
{\displaystyle {\begin{aligned}{\frac {r_{\max }}{b}}&={\frac {b}{r_{\min }}}\\[3pt]b&={\frac {p}{\sqrt {1-\varepsilon ^{2}}}}\end{aligned}}}
El semilatus rectum p és la mitjana harmònica entre rmin i rmax:
{\displaystyle {\begin{aligned}{\frac {1}{r_{\min }}}-{\frac {1}{p}}&={\frac {1}{p}}-{\frac {1}{r_{\max }}}\\[3pt]pa&=r_{\max }r_{\min }=b^{2}\,\end{aligned}}}
L'excentricitat ε és el coeficient de variació entre rmin i rmax:
{\displaystyle \varepsilon ={\frac {r_{\max }-r_{\min }}{r_{\max }+r_{\min }}}.}
L'àrea de l'el·lipse és
{\displaystyle A=\pi ab\,.}
El cas especial d'un cercle, on ε = 0, porta al fet que r = p = rmin = rmax = a = b i A = πr².

### Segona llei de Kepler
| « | Una recta que uneix un planeta i el Sol escombra àrees iguals en intervals de temps iguals. | » |

S'escombra la mateixa àrea (en blau) en un període fix. La fletxa verda és la velocitat. La fletxa lila dirigida cap al Sol, és l'acceleració. Les altres dues fletxes liles són les components de l'acceleració paral·lela i perpendicular a la velocitat.

El radi orbital i la velocitat angular del planeta a l'òrbita el·líptica varia. Aquest fet es mostra a l'animació: el planeta es mou més ràpidament quan és a prop del Sol, i més lentament quan se n'allunya. La segona llei de Kepler afirma que el sector blau té una àrea constant.
Per un breu instant {\displaystyle dt\,} el planeta escombra un petit triangle de base {\displaystyle r\,} altura {\displaystyle r\,d\theta } i àrea {\displaystyle dA={\frac {1}{2}}\cdot r\cdot rd\theta }, i així la velocitat areolar constant és {\displaystyle {\frac {dA}{dt}}={\frac {1}{2}}r^{2}{\frac {d\theta }{dt}}.}
L'àrea de l'òrbita el·líptica és {\displaystyle \pi ab.\,} Així, el període {\displaystyle P\,} satisfà
{\displaystyle P\cdot {\frac {1}{2}}r^{2}{\frac {d\theta }{dt}}=\pi ab}
i el moviment mitjà del planeta al voltant del Sol
{\displaystyle n={\frac {2\pi }{P}}}
satisfà
{\displaystyle r^{2}\,d\theta =abn\,dt.}

### Tercera llei de Kepler
| « | El quadrat del període orbital és directament proporcional al cub del semieix major de la seva òrbita. | » |

Això captura la relació entre la distància dels planetes des del Sol, i els seus períodes orbitals. Kepler va enunciar aquesta llei el 1619 en un intent per determinar segons lleis precises el que veia com la "música de les esferes", i expressar-ho en termes de notació musical. Així, era coneguda com la llei harmònica.
Emprant la llei de la gravitació de Newton, publicada el 1687, es pot trobar aquesta relació pel cas d'una òrbita circular igualant la força centrípeta a la força gravitacional:
{\displaystyle mr\omega ^{2}=G{\frac {mM}{r^{2}}}}
Llavors, expressant la velocitat angular en termes del període orbital i reordenant els termes, es troba la Tercera Llei de Kepler:
{\displaystyle mr\left({\frac {2\pi }{T}}\right)^{2}=G{\frac {mM}{r^{2}}}\rightarrow T^{2}=\left({\frac {4\pi ^{2}}{GM}}\right)r^{3}\rightarrow T^{2}\propto r^{3}}
Es pot trobar una relació més general per a òrbites el·líptiques i per òrbites al voltant d'un centre de massa, més que al voltant d'una massa gran. Això resulta en reemplaçar un radi circular {\displaystyle r} amb el semieix major d'una el·lipse {\displaystyle a}, a més de reemplaçar la massa {\displaystyle M} per {\displaystyle M+m}. Tanmateix, com que les masses dels planetes són significativament inferiors a les del Sol, sovint s'ignora aquesta correcció. La fórmula corresponent sencera és:
{\displaystyle {\frac {a^{3}}{T^{2}}}={\frac {G(M+m)}{4\pi ^{2}}}\approx {\frac {GM}{4\pi ^{2}}}\approx 7,495\cdot 10^{-6}\left({\frac {{\text{UA}}^{3}}{{\text{dies}}^{2}}}\right){\text{ és constant}}}
on {\displaystyle M} és la massa del sol, {\displaystyle m} és la massa del planeta i {\displaystyle G} és la constant de la gravitació, {\displaystyle T} és el període orbital i {\displaystyle a} és el semieix major de l'el·lipse.
La següent taula mostra les dades emprades per Kepler per derivar empíricament la seva llei:
| Planeta | Distància mitjana al sol (UA) | Període (dies) | {\textstyle {\frac {R^{3}}{T^{2}}}} (106 AU3/day2) |
| ------- | ----------------------------- | -------------- | -------------------------------------------------- |
| Mercuri | 0,389                         | 87,77          | 7,64                                               |
| Venus   | 0,724                         | 224,70         | 7,52                                               |
| Terra   | 1                             | 365,25         | 7,50                                               |
| Mart    | 1,524                         | 686,95         | 7,50                                               |
| Júpiter | 5,2                           | 4332,62        | 7,49                                               |
| Saturn  | 9,510                         | 10759,2        | 7,43                                               |

Representació logarítmica del període orbital (en anys terrestres) segons el semieix major (en unitats astronòmiques) per als vuit planetes del sistema solar.

Després de trobar aquest patró, Kepler va escriure: "Inicialment creia que somiava... però és absolutament cert i exacte que aquesta proporció entre els períodes de dos planetes qualssevol és exactament la potència de 3/2 de la distància mitjana."
Segons estimacions modernes:
| Planeta | Semieix major (UA) | Període (dies) | {\textstyle {\frac {R^{3}}{T^{2}}}} (106 UA3/dia2) |
| ------- | ------------------ | -------------- | -------------------------------------------------- |
| Mercuri | 0,38710            | 87,9693        | 7,496                                              |
| Venus   | 0,72333            | 224,7008       | 7,496                                              |
| Terra   | 1                  | 365,2564       | 7,496                                              |
| Mart    | 1,52366            | 686,9796       | 7,495                                              |
| Júpiter | 5,20336            | 4332,8201      | 7,504                                              |
| Saturn  | 9,53707            | 10775,599      | 7,498                                              |
| Urà     | 19,1913            | 30687,153      | 7,506                                              |
| Neptú   | 30,0690            | 60190,03       | 7,504                                              |